# Derek and the Dominos
Derek and the Dominos var en engelsk-amerikansk blues rock gruppe bestående af Eric Clapton (vokal, guitar), Duane Allman (guitar, slide-guitar), Bobby Whitlock (keyboard, vokal), Carl Radle (el-bas), Jim Gordon (trommer). Gruppen er især kendt for albummet "Layla and Other Assorted Love Songs" og for evergreenen "Layla".
Gruppen blev dannet i foråret 1970 af Clapton, Whitlock, Radle og Gordon. De fire havde spillet sammen i gruppen Delaney & Bonnie & Friends og på Claptons første solo-album (Eric Clapton). Allman blev medlem af gruppen senere samme år under optagelserne af gruppens første album og var medlem frem til sin død i 1971.
Gruppens musik var inspireret af af rhythm'n'blues og bygget op om lange, improviserede forløb med udgangspunkt i Claptons solospil, og i perioden med Allman på Allmans slide-guitar-spil og sammenspillet mellem Clapton og Allman. Gruppens repertoire bestod af en blanding af blues standards og originale kompositioner af Clapton og Whitlock. Hovedparten af Claptons produktion i perioden, herunder "Layla", er kærlighedssange skrevet til Pattie Boyd, som på det tidspunkt var gift med George Harrison. Gruppens musik var præget af medlemmernes stofmisbrug.

## Gruppens historie
Gruppen kaldte sig i starten "Eric and the Dynamos", men ved gruppens første koncert i Lyceum Theatre i London den 14. juni 1970 kom den person der annoncerede gruppen til af fejl-udtale navnet som "Derek and the Dominos"; gruppen beholdt dette navn. Gruppen turnerede herefter i UK under dette navn.
I august 1970 indledte gruppen i Miami optagelse af sit debutalbum i samarbejde med produceren Tom Dowd. Få dage inde i optagelserne tog Dowd Clapton med til en koncert med Allman Brothers Band, og efter koncerten præsenterede Dowd Clapton og Duane Allman for hinanden. Dette møde ledte til en jam-session, og Clapton og Allman blev stærkt fascinerede af sammenspillet og blev gode venner. Allman blev straks medlem af Derek and the Dominos, og medvirkede på resten af gruppens første album, "Layla and Other Assorted Love Songs".
Selvom "Layla and Other Assorted Love Songs" siden er blevet et klassisk rock-album, blev det ved sin udgivelse i december 1970 skidt modtaget af kritikken, hvilket Clapton tog som et personligt nederlag. 29. oktober 1971, netop som Derek and the Dominos stod foran sin første USA-tourne, blev Allman dræbt i en trafikulykke. Gruppen gennemførte turneen, men ulykken førte til yderligere stofmisbrug for gruppens medlemmer. Turneen er dokumenteret på albummet "In Concert", med lange blues-improvisationer og sammenspil mellem Whitlock og Clapton.
I begyndelsen af 1972 indledte gruppen indspilning af sit andet album i London, men gruppen gik i opløsning før albummet var færdigt, øjensynligt pga. fjendskab mellem Clapton og Whitlock. En del af optagelserne er i 1988 udgivet på Claptons retrospektive album "Crossroads". 

### Efter Derek and the Dominos
Efter gruppens opløsning trak Clapton sig tilbage pga. stofmisbrug, og optrådte i de følgende år kun ved Concert for Bangladesh og Rainbow Concert i 1973. Både Radle og Gordon fortsatte deres stofmisbrug. Radle døde af alkoholforgiftning i 1981, og Gordon dræbte i 1984 sin mor og blev anbragt på en institution for sindslidende. Whitlock udgav en række album i 1970'erne og traf sig derefter tilbage indtil 1996.
Siden gruppens opløsning er der udgivet en række koncertoptagelser, og i 1990 blev de komplette optagelser til Layla and Other Assorted Love Songs udgivet sammen med optagelser fra Claptons og Allmans første jam-session.

## Diskografi
- Layla and Other Assorted Love Songs (1970)
- In Concert (1973)
- The Layla Sessions: 20th Anniversary Edition (1990)
- Live at the Fillmore (1994)